# Mêlée (combat)
Pour les articles homonymes, voir Mêlée.

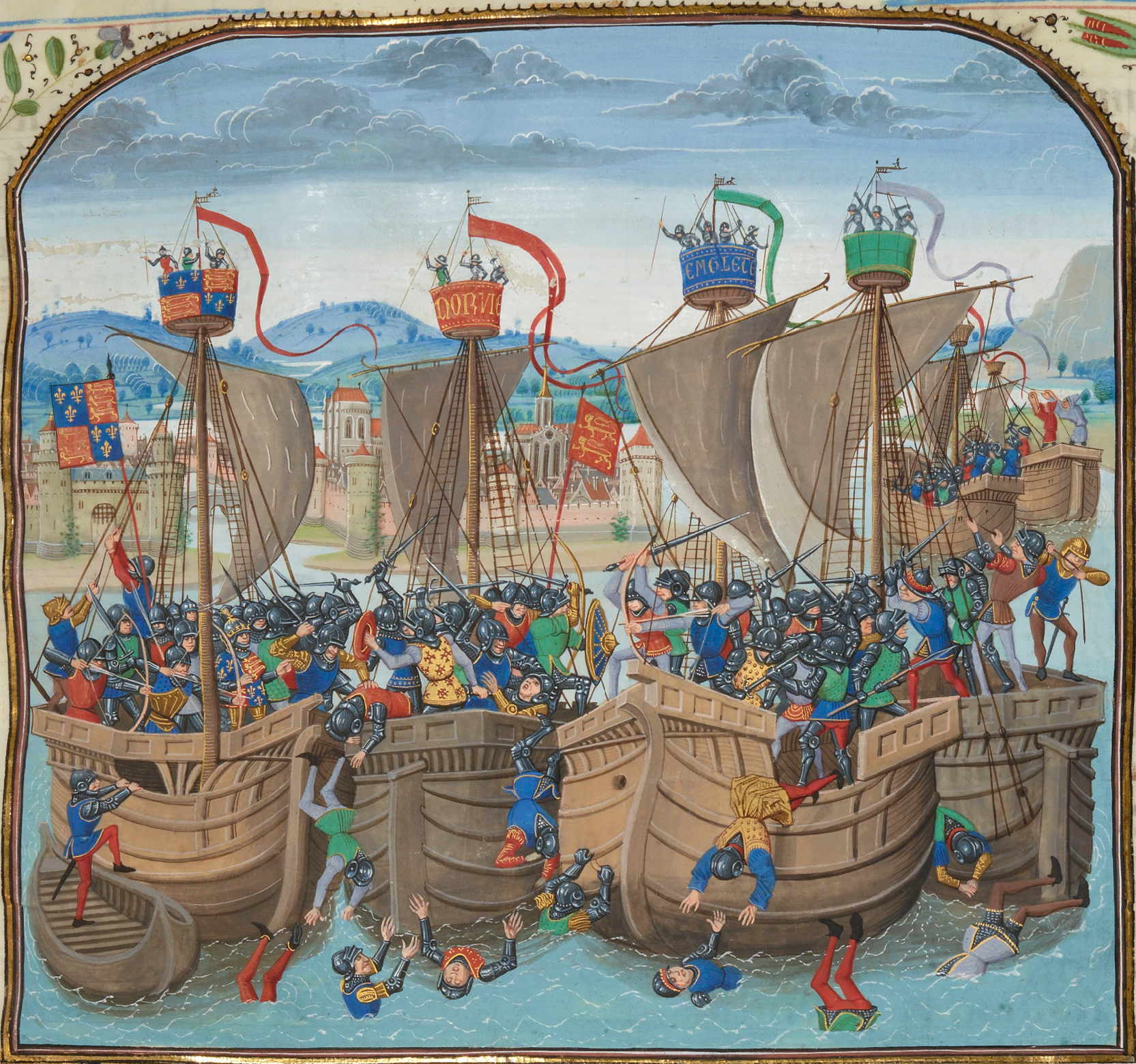
Mêlée sur des bateaux lors de la bataille de l'Écluse de 1340, miniature dans les Chroniques de Jean Froissart (XIVe siècle).

Une mêlée ([mɛle], anglais : melee) désigne un combat au corps à corps lors de batailles disputées à une distance rapprochée où il y a peu de contrôle possible sur le cours du combat. En aviation militaire, une mêlée concerne un combat aérien dans lequel plusieurs appareils, alliés ou ennemis, sont entremêlés de manière confuse.

## Historique

La Bataille de Lützen (1632) peinte par et montrant une scène de mêlée dans laquelle le roi Gustave II Adolphe meurt.

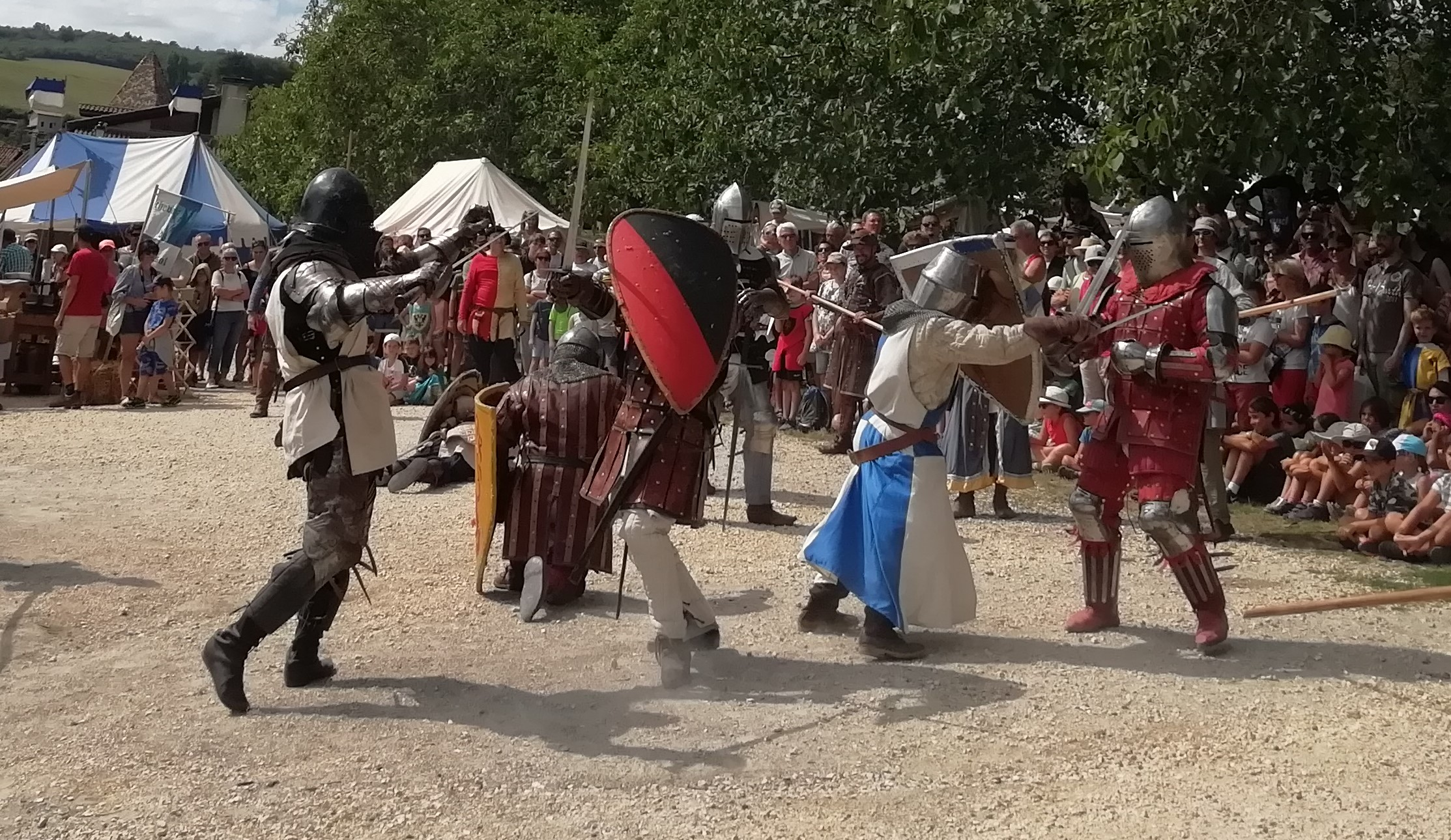
Reconstitution de scène de combat de mêlée médiéval au festival de la médiévale de Saint-Antoine-l'Abbaye, en France.